# Orgue de la parròquia de Banyalbufar

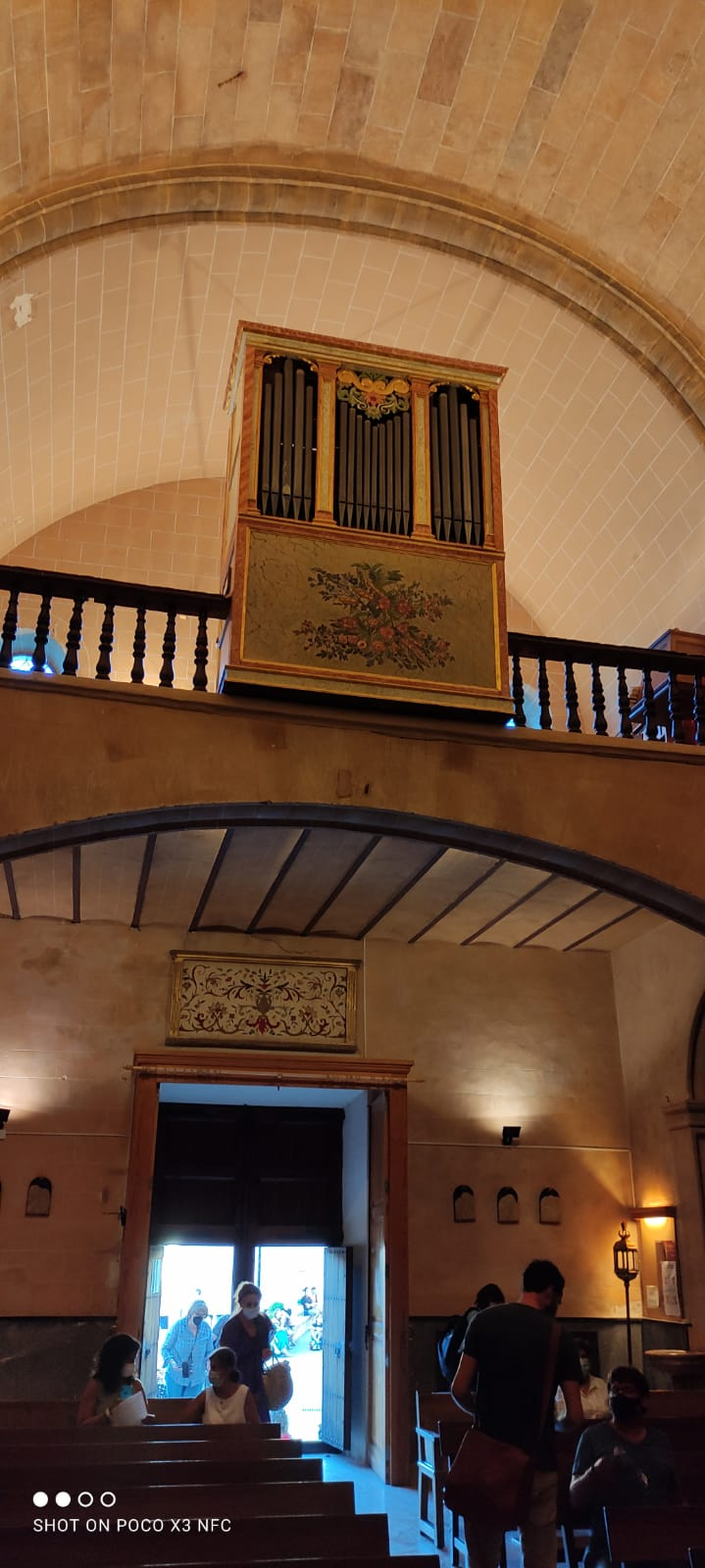
Orgue de Banyalbufar. Joan Gené, 2021

L'orgue de la parròquia de la Nativitat de Maria (Banyalbufar, Mallorca) és un instrument barroc, datat del segle xvii. Originalment es trobava a la Capella del Roser del Convent de Sant Domingo de Palma, antic establiment del que també prové l'orgue de Santanyí.

## Història
Aquest era l’orgue menor del convent, emprat principalment per la solemnització de les celebracions litúrgiques dutes a terme. Abans de la clausura i l’enderrocament del convent, que tingué lloc l’any 1837, l’orgue va ser desmuntat. En un principi la Junta de Enajenación havia decidit reubicar-lo a la Casa Real de Niñas Huérfanas de Palma, però finalment no fou així per manca d’espai i de pressupost. Dia 23 de juliol 1847 el vicari de Banyalbufar va sol·licitar el trasllat d’aquest instrument a la parròquia del poble. Es va col·locar en el centre de la barana del cor.
L’any 1963 es va adquirir un harmònium per ésser emprat a l’església, ja que l’orgue es trobava en molt mal estat. Era necessària una restauració, que seria duta a terme l’any 1971 pel mestre orguener alemany Gerhard Grenzing, qui també va encarregar-se de readaptar molts altres orgues de Mallorca. Poc després, el pianista, organista i musicòleg Antonio Baciero (1936) el va emprar per enregistrar una antologia d'Antonio de Cabezón, fet que dotà l’orgue de certa fama a un nivell internacional.
L’orgue va ser sabotejat el dia que havia d’estrenar-se: l’organista de la parròquia no estava conforme amb la seva octava curta i l'afinació no temperada. Se’l va recol·locar en un racó, provocant-hi nous danys, essent substituït per un orgue electrònic CH 32.
El rector Bernat Pou tingué la iniciativa de recuperar l’orgue, fent possible que Grenzing s’encarregués de dur-hi a terme una segona restauració. Es va col·locar novament al centre de la barana del cor, on encara roman. Va ser inaugurat dia 14 d’agost del mateix any amb un concert de l’organista Bartomeu Veny. És conegut avui dia gràcies a la seva habitual participació en els Concerts a Banyalbufar.

## Descripció
El teclat de l'orgue és d'octava curta de 45 notes (C - c''') amb partició c'/cs'. Té un pedal de 8 palanquetes (C - H) que accionen un joc de Contres tapades de 8', enganxades al manual.

### Disposició
| Mà esquerra                                                                    | Mà dreta                                                                       |
| ------------------------------------------------------------------------------ | ------------------------------------------------------------------------------ |
| Flautat 1 Flautat 2 Octava Tapadet Dotzena Quinzena Dissetena Cimbalet Corneta | Flautat 1 Flautat 2 Octava Tapadet Dotzena Quinzena Dissetena Cimbalet Corneta |